# Stazione di Bizzozzero-Gurone
Stazione di Bizzozzero-Gurone 1939-ben bezárt vasútállomás Olaszországban, Lombardia régióban, Gurone településen.

## Vasútvonalak
Az állomást az alábbi vasútvonalak érintették:
- Valmorea-vasútvonal

## Kapcsolódó állomások
A vasútállomáshoz az alábbi állomások vannak a legközelebb:
- Stazione di Malnate Olona
- Stazione di Lozza-Ponte di Vedano